# There Is a Tavern in the Town
There Is a Tavern in the Town est une chanson traditionnelle américaine.

## Histoire
There Is a Tavern in the Town est une chanson née au début des années 1880 au sein de l'Ivy League. La chanson est pour la première fois publiée en 1883.
La chanson est populaire en Nouvelle-Zélande.

## Interprétation deRudy Vallée
Cette chanson aux paroles assez larmoyantes et mélodramatiques, qui narre une rupture vécue du côté de l'abandonnée dont l'ex-petit ami courtise une brune piquante dans une taverne en buvant gaiment son vin alors qu'elle se morfond et imagine son enterrement sous une pierre tombale à l'épitaphe  d'un romantisme mièvre a été un immense succès du chanteur « crooner » américain Rudy Vallée, joyeux drille et franc buveur, se donnant l'allure d'un « étudiant prolongé » à l'humour potache.
Lors de l'enregistrement (qui à cette époque devait être « filé » d'un seul tenant en raison des contraintes techniques qui interdisaient les raccords, montages et playbacks), Rudy Vallée, qui avait un verre (voire plusieurs) dans le nez et que ses choristes cherchaient à faire déraper avec des mimiques et des pitreries, fut pris d'un accès de fou-rire irrépressible... mais l'enregistrement fut mené à son terme.
Après avoir copieusement sermonné ses choristes, Vallée (connu pour son tempérament éruptif) enregistra la chanson dans un style sérieux et funèbre, mais son éditeur décida de conserver les deux versions (sur les deux faces du disque) et de publier le tout.
Ce fut la version avec fou-rire qui fut plébiscitée par le public et qui passa à la postérité sous le nom de The drunkard song (Littéralement : La chanson du pochetron), le public l'interprétant comme une blague au second degré.

## Réutilisation
L'air est généralement utilisé pour la chanson enfantine Tête, Épaules, Genoux et Pieds (Head, Shoulders, Knees and Toes en anglais).